# أندي سامرز
أندي سامرز (بالإنجليزية: Andy Summers) (و. 1942  م) هو عازف قيثارة، وملحن، وعازف جاز، وعازف قيثارة جاز، ومصور بريطاني، يستخدم آلات قيثارة، وهو عضوٌ في ذا بوليس.

## التعليم
تعلم في جامعة كاليفورنيا، نورث ردج.

## وصلات خارجية
- أندي سامرز على موقع IMDb (الإنجليزية)
- أندي سامرز على موقع الموسوعة البريطانية (الإنجليزية)
- أندي سامرز على موقع ميوزك برينز (الإنجليزية)
- أندي سامرز على موقع رولينغ ستون (الإنجليزية)
- أندي سامرز على موقع إن إن دي بي (الإنجليزية)
- أندي سامرز على موقع أول ميوزيك (الإنجليزية)
- أندي سامرز على موقع ديسكوغز (الإنجليزية)
- أندي سامرز على موقع قاعدة بيانات الفيلم (الإنجليزية)
- أندي سامرز في قاعدة بيانات الأفلام على الإنترنت